# Norbert Sternmut

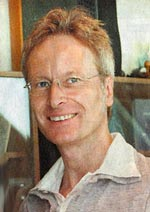
Norbert Sternmut 2008

Norbert Sternmut (* 6. März 1958 als Norbert Schmid in Stuttgart) ist ein deutscher Schriftsteller und Maler.

## Leben
Sternmut erlernte zunächst den Beruf des Werkzeugmachers. Nach dem zweiten Bildungsweg an der Technischen Oberschule Stuttgart erwarb er  die allgemeine Hochschulreife. Sein anschließendes Studium schloss er als Diplom-Sozialpädagoge ab. Sternmut  arbeitet an der Fachschule für Sozialpädagogik an der Ausbildung von Erziehern, außerdem ist er Schulsozialarbeiter an einem privaten Gymnasium und an einer privaten Realschule.
Seit 2011 ist Sternmut Mitglied der Redaktion Ludwigsburg der Literaturzeitschrift Bawülon, die im Pop Verlag (Ludwigsburg) erscheint. Bei Radio Ludwigsburg moderiert er die Sendereihe Sternmuts Stunde, in der er Literatur und Kunst in Lesungen und Interviews vorstellt.
2019 wurde er zum Leiter der Fachgruppe Literatur der Künstlergilde e. V. mit Sitz in Esslingen gewählt. Gleichzeitig übernahm er den Vorsitz der Jury für den Andreas-Gryphius-Preis und den Nikolaus-Lenau-Preis der Künstlergilde.
Sternmut ist Mitglied im Verband Deutscher Schriftsteller (VS), in der Gesellschaft für zeitgenössische Lyrik, der Deutschen Schillergesellschaft e. V., der Künstlergilde e. V., dem Förderkreis deutscher Schriftsteller in Baden-Württemberg und im Zentrum Schriftsteller im Exil deutschsprachiger Länder im Internationalen P.E.N.

## Werk
Literarisch wurde Sternmut seit 1980 von Kurt Rüdiger (1913–1990), dem damaligen Herausgeber des Jahrbuch Deutscher Dichtung, gefördert, mit dem er auch freundschaftlich verbunden war. Seit dem Erscheinen des Lyrikbandes Sprachschatten (1989) veröffentlicht er bis heute in regelmäßigen Abständen Theaterstücke, Lyrikbände und seit 1999 mit Der Tote im Park Romane, Essays und Rezensionen. Zudem erschienen seine Werke in zahlreichen Anthologien.
Seine erste größere Ausstellung als Maler (Ölbilder, Tuschezeichnungen, Radierungen) erfolgte 1996 in der Stadtbibliothek Gerlingen. 2014 stellte er auf Einladung der KulturRegion Stuttgart und der Stadt Ludwigsburg erstmals Bilder zu gesellschaftspolitischen, soziologischen und philosophischen Fragen aus. Dabei handelte es sich um eine teilweise großformatige Bilderserie aus Öl- und Acrylbildern als Verbindung von Wort und Bild, Farbe und Zeichen in Anlehnung an die Sprache seiner Lyrik. 2015 wurde im Rahmen des 8. Ludwigsburger Literaturfestes die Zeitschrift Eremitage mit Bildern aus der Sternmut-Werkreihe Die Wörter vorgestellt. 2022 zeigte Sternmut erstmals auch aus unterschiedlichen Materialien (Holz, Ton, Gips und Stein) geschaffene Skulpturen.
Immer wieder verband Sternmut Kunst und soziale Arbeit in verschiedenen Projekten mit Schreibwerkstatt, Theatergruppe, Rap-Musical-Projekt. Mit Langzeitarbeitslosen und Jugendlichen in der Berufsvorbereitung arbeitete er künstlerisch und pädagogisch. Themen sind zum Beispiel  Arbeitslosigkeit, Aufarbeitung von rechtsradikalem Gedankengut oder Bewältigung von Traumata. 2009 gründete er die Literaturgruppe Sternmut-Literatur-Bunt (SMLB) mit dem Ziel, Jugendlichen Kunst, Literatur und Kultur näherzubringen und den Nachwuchs zu fördern. Eine gleichnamige Veranstaltungsreihe mit Lesungen fand bis Ende des Jahres 2023 regelmäßig statt.

## Auszeichnungen
- Stipendium der Stadt Gerlingen
- Stipendium des Landes Baden-Württemberg
- 2007: Wiener Werkstattpreis in der Sparte Lyrik[18]
- 2019: Literaturpreis der KünstlerGilde Esslingen[19]
- 2021 Stipendium des Landes Baden-Württemberg - Ministerium für Wissenschaft, Forschung und Kunst für das Projekt „Sternmut-Literatur-Bunt“[20][21]

## Publikationen (Auswahl)
- Lichtpausen. Gedichte, Verlag Günther Dienelt, 1994, ISBN 3-88397-153-7.
- Sternmut. Gedichte, Röhn-Verlag, 1996, ISBN 3-931796-15-9.
- Das Zeitmesser. Kurzprosa, Verlag Rainar Nitzsche, 1997, ISBN 3-930304-21-X.
- Fadenwürde. Gedichte, Pop Verlag, 2009, ISBN 978-3-937139-67-8.
- Nachtlichter. Lyrik-Sammlung, Pop Verlag,  2010, ISBN 978-3-937139-87-6.
- Spiegelschrift. Gedichte, Pop Verlag, 2011, ISBN 978-3-86356-007-2.
- Schattenpalaver. Gedichte  Pop Verlag, 2012, ISBN 978-3-86356-032-4.
- Zeitschrunden. Gedichte. Pop Verlag, 2012, ISBN 978-3-86356-045-4.
- Nachbrenner. Gedichte. Pop Verlag, 2013, ISBN 978-3-86356-081-2.
- Sonnwend. Gedichte. Pop Verlag, 2014, ISBN 978-3-86356-092-8.
- Atemecho. Gedichte und Bilder, Pop Verlag,  2016, ISBN 978-3-86356-110-9.
- Totentango. Gedichte und Bilder, Pop Verlag, 2017, ISBN 978-3-86356-145-1.
- Strahlensatz. Gedichte, Pop Verlag, 2018. ISBN 978-3-86356-199-4.
- Winterdienst. Trauma Prosa und Gedichte. Anthologie. Pop Verlag, Ludwigsburg 2020, ISBN 978-3-86356-291-5.